# Posobești
Posobești – wieś w Rumunii, w okręgu Buzău, w gminie Odăile. W 2011 roku liczyła 31 mieszkańców.